# Dölzschener Tunnel

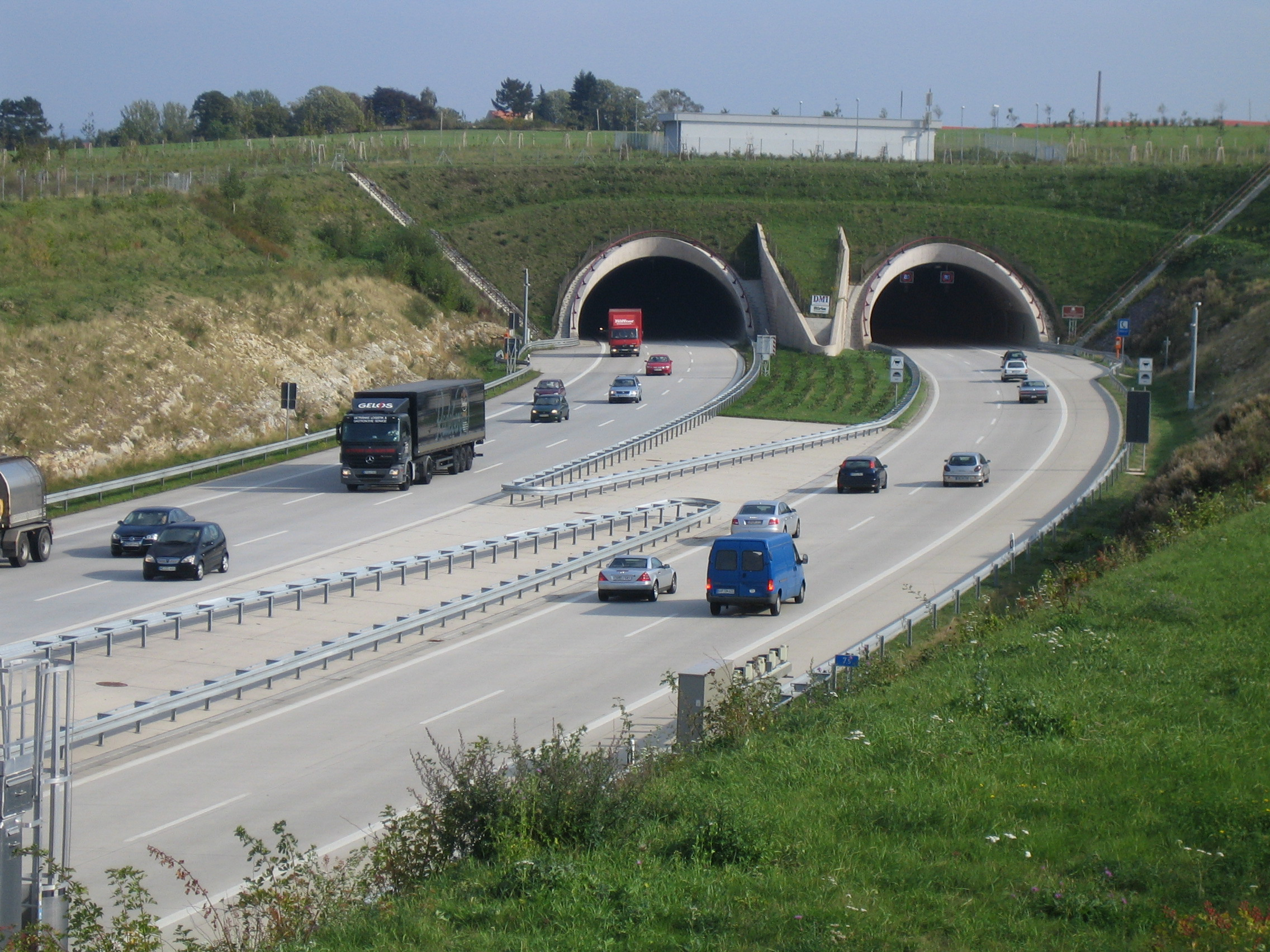
Tunneleinfahrt zwischen Pesterwitz und Dölzschen

Der Dölzschener Tunnel, im Verlauf der Bundesautobahn 17 vom Dreieck Dresden-West der Bundesautobahn 4 bis Dresden-Südvorstadt, ist ein im Jahre 2004 fertiggestellter Teil einer Kombination aus zwei Tunneln und einer verbindenden Brücke, zur Überquerung des Weißeritztales, hier des Plauenschen Grundes. Das nördliche Tunnelende liegt in der Gemarkung des Dresdner Stadtteils Roßthal, das südliche in derjenigen des namensgebenden Stadtteils Dölzschen. 
Der Dölzschener Tunnel besteht aus zwei Röhren und unterquert den Stadtteil Dölzschen auf 1070 Metern Länge. Anschließend in Richtung Prag folgt die zweigeteilte vierspurige Weißeritztalbrücke mit rund 218 Metern Länge und der Coschützer Tunnel von 2332 Metern Länge. Die Kombination ist Hauptteil der Strecke zwischen den Anschlussstellen Dresden-Gorbitz und Dresden-Südvorstadt. Es ist das aufwendigste und teuerste Teilstück der BAB 17.

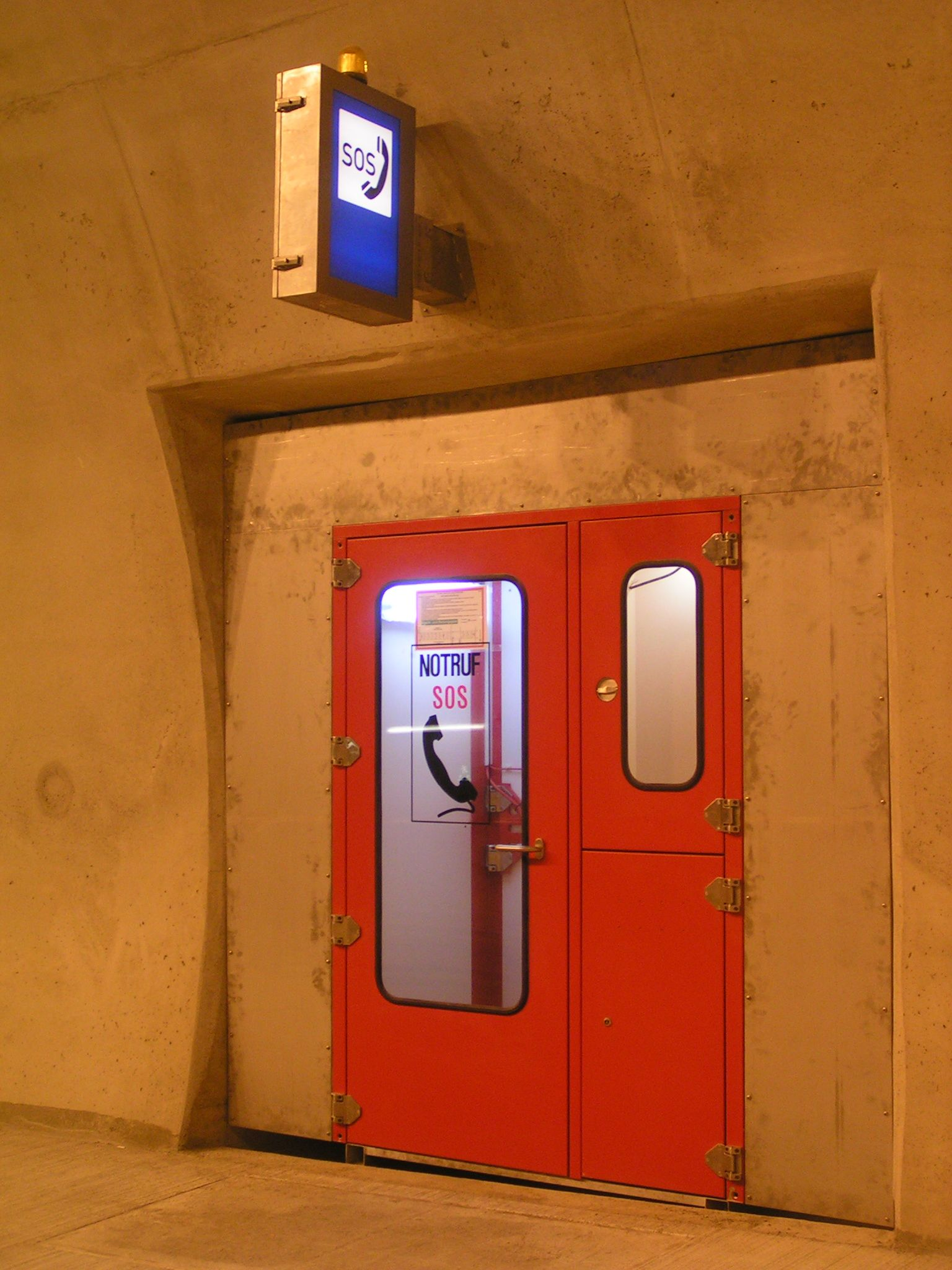
Notrufnische im Dölzschener Tunnel
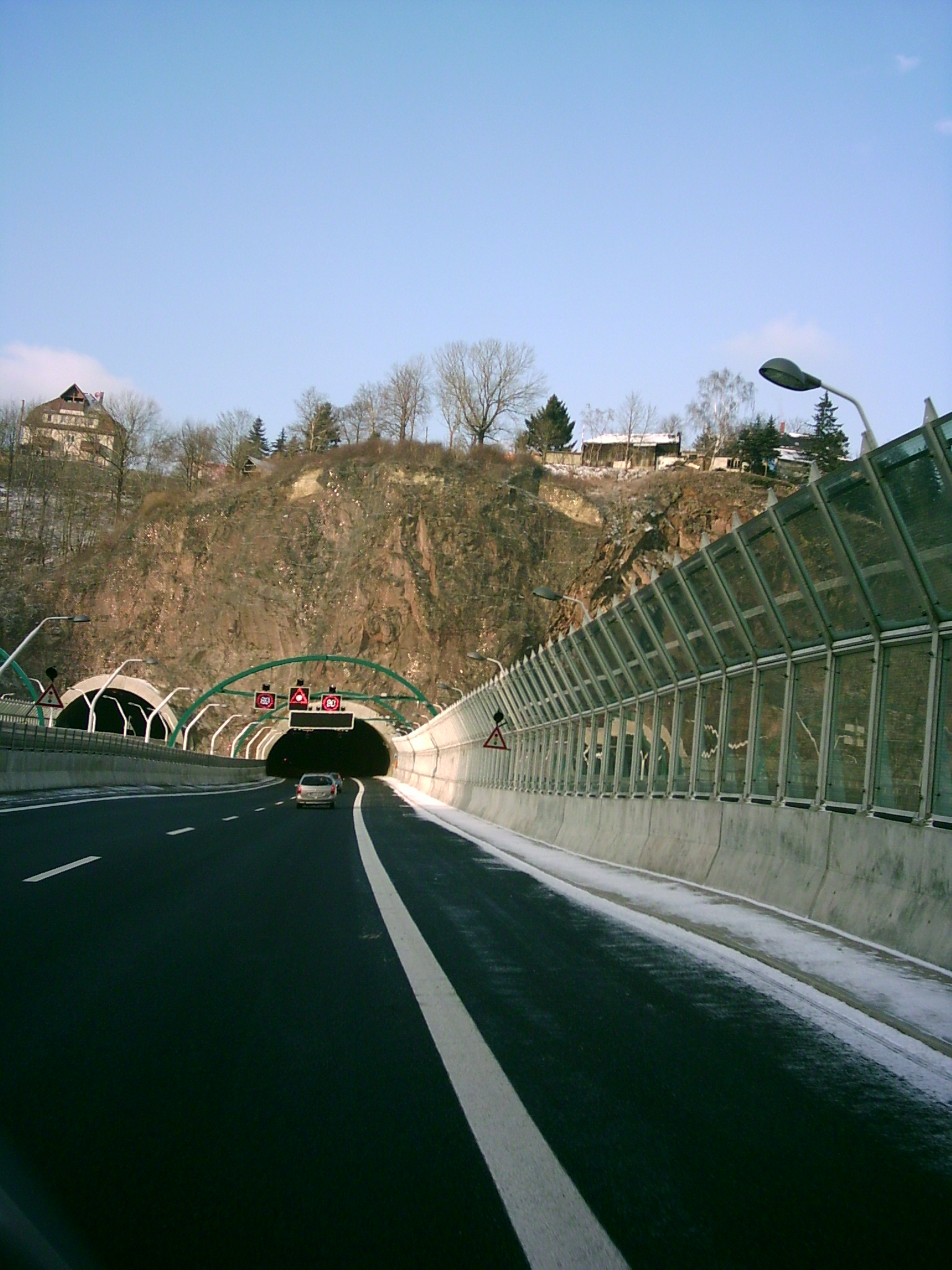
Tunneleinfahrt an der Weißeritztalbrücke
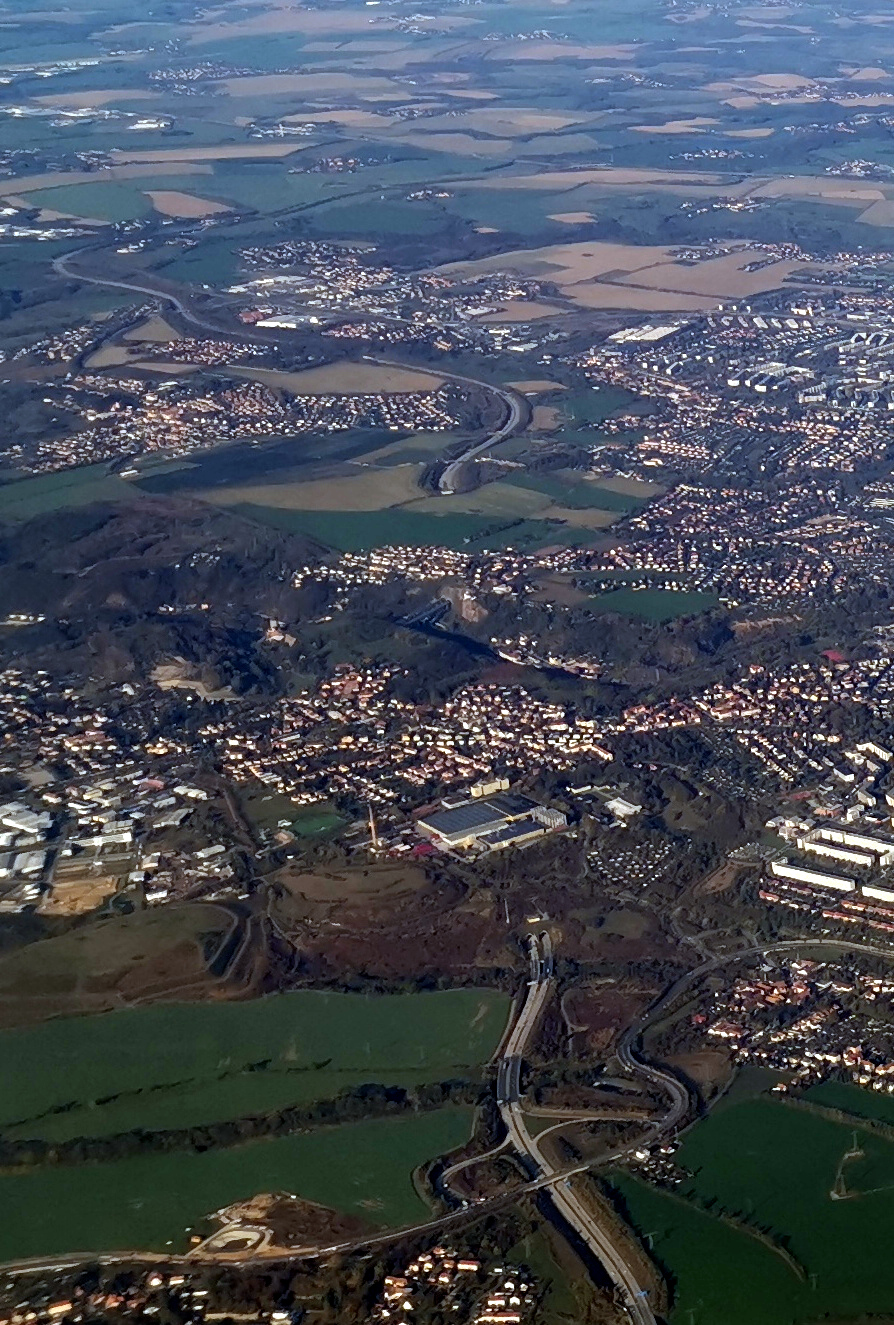
Autobahnanschlussstelle Dresden-Südvorstadt aus südlicher Richtung gesehen mit Einfahrt zum Coschützer Tunnel, der über dem Tunnel befindlichen Feldschlößchen-Brauerei und dahinter in der Bildmitte der Weißeritztalbrücke sowie dem Dölzschener Tunnel